# Omosi-Mama Corona
Omosi-Mama Corona is een corona op de planeet Venus. Omosi-Mama Corona werd in 1997 genoemd naar Omosi Mama, Mantsjoe-godin van de bevalling.
De corona heeft een diameter van 480 kilometer en bevindt zich ten westen van Ishtar Terra in het quadrangle Lakshmi Planum (V-7).